# Freejack
Freejack este un film științifico-fantastic distopic din 1992 regizat de Geoff Murphy după un scenariu bazat pe Immortality, Inc. de Robert Sheckley. În film interpretează Emilio Estevez, Mick Jagger, Rene Russo și Anthony Hopkins.

## Povestea
Un pilot de curse este transferat în viitor cu o clipă înainte ca bolidul său să se facă praf. În secolul al XXI-lea, cei foarte bogați puteau deveni practic nemuritori sărind dintr-un corp în altul. Pentru a evita schimbarea istoriei, brigăzi speciale furau victimele chiar înaintea morții pentru ca trupul lor să fie schimbat cu cei care plăteau bani buni.
De data aceasta pilotul răpit și adus în viitor, devenit un ’’Free Jack’’, reușește să evadeze și să evite toate capcanele unui mercenar (Mick Jagger) pus în slujba celor răi.

## Distribuție
| Actor           | Rol             |
| --------------- | --------------- |
| Emilio Estevez  | Alex Furlong    |
| Mick Jagger     | Victor Vacendak |
| Rene Russo      | Julie Redlund   |
| Anthony Hopkins | Ian McCandless  |
| Jonathan Banks  | Mark Michelette |
| Grand L. Bush   | Boone           |
| David Johansen  | Brad            |